# Zofia Umerska

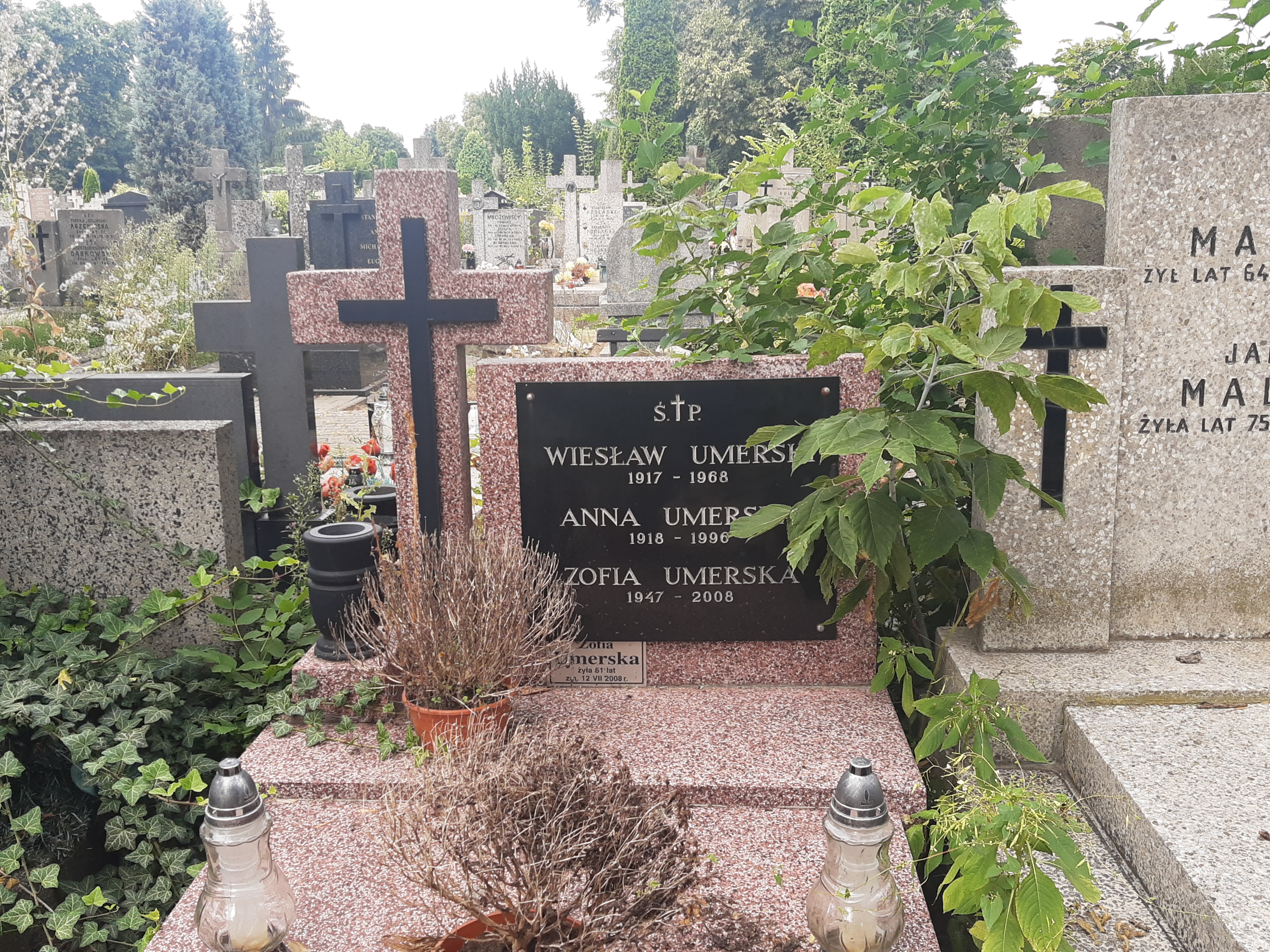
Grób Zofii Umerskiej na cmentarzu Bródnowskim

Zofia Umerska (ur. 5 marca 1947 w Opaczy, zm. 12 lipca 2008 w Warszawie) – polska poetka i malarka, bibliolożka, działaczka Stowarzyszenia Bibliotekarzy Polskich.

## Życiorys
Studiowała na Uniwersytecie Warszawskim, ukończyła Instytut Informacji Naukowej i Bibliologii przy Wydziale Humanistycznym. Ukończyła także Studium Menedżerów Kultury. Pracę zawodową rozpoczęła w 1970, została zatrudniona w Miejskiej Bibliotece Publicznej w Ursusie. Później pracowała w Bibliotece Publicznej m.st. Warszawy przy ul. Koszykowej jako instruktor biblioteczny. W 1983 została zastępczynią dyrektora Biblioteki Publicznej w Dzielnicy Ochota. Dziewiętnaście lat później (1 lutego 2002) awansowała na stanowisko dyrektorki tej placówki. W 1998 została członkinią Towarzystwa Przyjaciół Warszawy, była przewodniczącą Towarzystwa Przyjaciół Ochoty. W latach 1994–2002 była wiceprzewodniczącą i sekretarzem ZO Warszawskiego Stowarzyszenia Bibliotekarzy Polskich.
Jej zaangażowanie i wkład własny w wykonywaną pracę zawodową i społeczną nie pozostały niezauważone, w 1987 Zofię Umerską wyróżniono tytułem i odznaką Zasłużonego Działacza Kultury. Towarzystwo Przyjaciół Warszawy w 1997 przyznało jej odznakę honorową, natomiast w 2001 została uznana przez władze dzielnicy Warszawa Ochota za Człowieka Roku i najwybitniejszego animatora kultury na Ochocie. W 1998 prezydent RP Aleksander Kwaśniewski wręczył Zofii Umerskiej Srebrny Krzyż Zasługi. Dwa lata później otrzymała honorową odznakę Stowarzyszenia Bibliotekarzy Polskich. W 2002 obchodzono 85-lecie Stowarzyszenia Bibliotekarzy Polskich, przy tej okazji nadano Zofii Umerskiej Złoty Krzyż Zasługi. Rok przed śmiercią otrzymała Odznakę Honorową „Zasłużony dla Kultury Polskiej”.
Poza pracą zawodową oddawała się malarstwu i poezji, w 2000 jej wiersze ukazały się w tomiku Wiosenne myśli.
Pochowana na cmentarzu Bródnowskim (kwatera 36i-5-5).

## Odznaczenia
- Złoty Krzyż Zasługi (6 września 2002)[2],
- Srebrny Krzyż Zasługi (27 listopada 1998)[3],
- Odznaka Honorowa „Zasłużony dla Kultury Polskiej” (2007)[4],
- Odznaka „Zasłużony Działacz Kultury” (1987),
- Odznaka Honorowa Stowarzyszenia Bibliotekarzy Polskich (2000).